# 汕頭路 (上海)
汕頭路，是一條長約205米的東西向馬路，位於中國上海市黃浦區中北部。馬路原為第二代跑馬場內土地，自跑馬場遷出后，規劃本路，并辟筑於1866年，以《天津條約》中開闢的商埠汕頭（原為潮州）命名。道路現周邊主要為居民區和部分商場。

## 交匯道路
- 廣西北路
- 雲南中路
- 西藏中路